# Giulio Agricola
Giulio Agricola är en station på Roms tunnelbanas Linea A. Stationen är belägen vid Via Tuscolana i området Don Bosco i sydöstra Rom och togs i bruk 1980. Stationen är uppkallad efter gatan Via Giulio Agricola, vilken har fått sitt namn efter den romerske statsmannen och militären Gnaeus Julius Agricola (40–93).
Stationen Giulio Agricola har:
- Biljettautomater

## Kollektivtrafik
- Busshållplats för ATAC

## Omgivningar
- Via Tuscolana
- Acquedotto Claudio
- Acquedotto Felice

### Kyrkobyggnader
- San Giovanni Bosco
- San Policarpo